# Dilophus matilei
Dilophus matilei är en tvåvingeart som beskrevs av Waller, Nel och Menier 2000. Dilophus matilei ingår i släktet Dilophus och familjen hårmyggor. Inga underarter finns listade i Catalogue of Life.